# Elysia chlorotica
Elysia chlorotica — вид невеликих морських слимаків, що належить до морських черевоногих молюсків. Це перша відома вченим тварина, здатна, подібно рослинам, здійснювати процес фотосинтезу. Своїх хлоропластів у неї немає, тому для здійснення фотосинтезу вона використовує хлоропласти морської водорості Vaucheria litorea, яку вживає в їжу. Геном слимака кодує деякі білки, необхідні хлоропластам для фотосинтезу.

## Опис
Дорослі особини Elysia chlorotica зазвичай мають яскраво-зелене забарвлення завдяки присутності в клітинах хлоропластів водорості Vaucheria litorea. Іноді зустрічаються морські слимаки червонуватих або сіруватих відтінків, вважають, що це залежить від кількості хлорофілу в клітинах. Молоді особини, які ще не вживали водорості, мають коричневе з червоними плямами забарвлення через відсутність хлоропластів.. Морські слимаки мають великі бічні параподії, що нагадують мантію, які можуть згортати, оточуючи ними своє тіло. У довжину часом досягають 60 мм, але середній їх розмір складає 20-30 мм.

## Поширення
Elysia chlorotica зустрічається уздовж атлантичного узбережжя США і Канади.

## Екологія
Особини зустрічаються в солоних болотах, заплавах і мілководних бухтах на глибині до 0,5 метра.

## Харчування
Elysia chlorotica харчується водоростями Vaucheria litorea. Він проколює оболонку клітини своєю радулою і висмоктує її вміст. Майже весь вміст клітини перетравлює, але хлоропласти водорості залишає недоторканими, асимілюючи їх у власні клітини. Накопичення слимаком хлоропластів починається відразу після метаморфозу личинки на дорослу особину, коли він переходить на харчування водоростями. Молоді слимаки мають коричневе забарвлення з червоними плямами, харчування водоростями забарвлює їх в зелений колір — це викликано поступовим розподілом хлоропластів за дуже розгалуженим травним трактом. Спочатку молоді слимаки безперервно харчуються водоростями, але з часом хлоропласти накопичуються, дозволяючи слимакам залишатися зеленим і без вживання в їжу Vaucheria litorea. Більше того, включається процес фотосинтезу, і слимак переходить на «рослинний» спосіб життя, підживлюючись сонячною енергією. Якщо молюск довгий час знаходиться в темряві, то хлоропласти гинуть, і молюск знову переходить до гетеротрофного харчування, поповнюючи запаси хлоропластів.
Асимільовані Elysia chlorotica хлоропласти здійснюють фотосинтез, що дозволяє слимакам — в період, коли водорості недоступні, -: багато місяців жити за рахунок глюкози, отриманої в результаті фотосинтезу.
Хлоропласти в клітинах слимака життєздатні і функціонують дев'ять-десять місяців. Але ДНК хлоропластів кодує тільки 10 % необхідних їм білків. У рослинах хлоропласти — внутрішньоклітинні органели -: Багато білків отримують з цитоплазми клітини, ці білки кодуються ядерним геномом клітини рослини. Виникла гіпотеза, що геном Elysia chlorotica теж повинен володіти генами, що забезпечують фотосинтез. У геномі слимака був виявлений ген, гомологічний ядерному гену водоростей psbO, який кодує білок фотосистеми II. Було зроблено припущення, що цей ген отримано слимаками в результаті горизонтального переносу генів Можливо, ядерний геном Elysia chlorotica містить й інші гени, що кодують білки, які беруть участь у фотосинтезі.

## Розмноження
Дорослі особини Elysia chlorotica є синхронними гермафродитами — кожна статевозріла тварина виробляє і сперматозоїди, і яйцеклітини. Самозапліднення не поширене у цього виду, зазвичай відбувається перехресне спаровування. Після того, як яйцеклітини запліднені, морський слимак склеює їх в довгі нитки
Життєвий цикл морського слимака триває дев'ять-десять місяців, і всі дорослі особини гинуть щорічно і синхронно після відкладання яєць. Вчені встановили, що цей «Феномен запрограмованої смерті» зумовлений діяльністю вірусу що живе в клітинах Elysia chlorotica.

## Ресурси Інтернету
- Чи тварина, чи рослина [Архівовано 18 січня 2018 у Wayback Machine.]
- Вчені виявили тварину з рослинними генами  [Архівовано 2 листопада 2017 у Wayback Machine.]
- Біологи довели достовірність гібрида тварини і рослини  [Архівовано 13 листопада 2010 у Wayback Machine.]